# Лушпайка

Картопляні лушпайки.

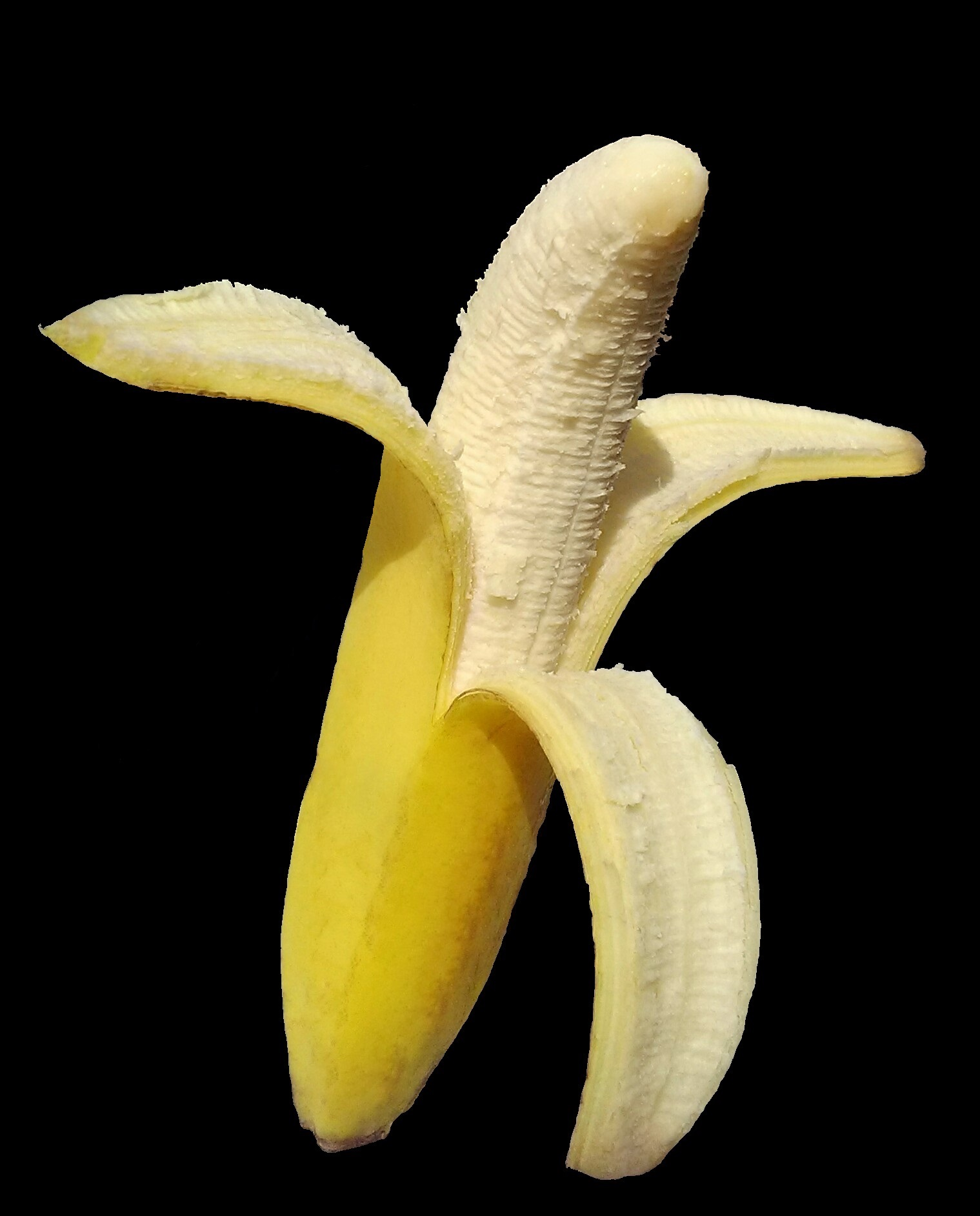
Очищення банана від кірки-лушпайки.

Лушпайка, лушпиння — шкірка деяких овочів, фруктів і т. ін. Тверде покриття насіння соняшника, проса, гречки і т. ін., що звичайно легко відділяється від зернятка; лузга.
По суті відходи. Іноді ефективно використовуються як вторинна сировина. Наприклад, лушпайки соняшникового насіння брикетують і використовують як паливо.
ЛУШПАЙКА — ЕТИМОЛОГІЯ · лу́спа́ «луска (риби, змії); шкаралупа; шкірка, лушпиння» · шолупа́ «лушпиння з насіння (наприклад) соняшника».

## У ботаніці
Лушпиння (або оболонка) в ботаніці — це зовнішня оболонка або оболонка насіння. Термін «лушпиння» іноді стосується зовнішнього листяного покриву качанів кукурудзи (кукурудзи), які ростуть на рослині. Буквально, лушпиння або оболонка включає захисну зовнішню оболонку насіння, фрукта чи овоча.
Це також може стосуватися екзувіату комах або інших дрібних тварин, які залишилися після линяння.